# Palazzo Colonna

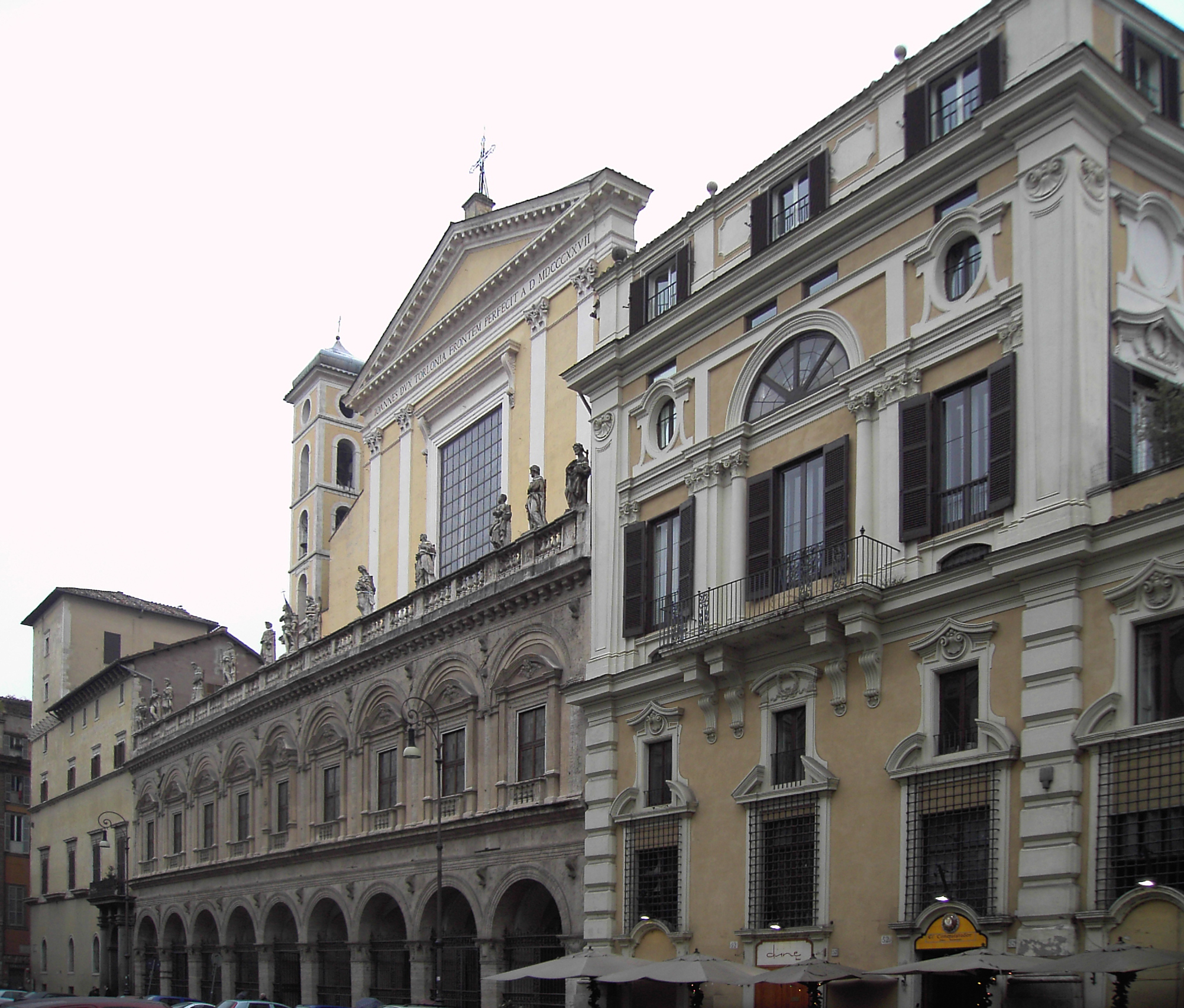
Der Palazzo Colonna und die Basilica dei Santi Apostoli

Der Palazzo Colonna ist ein Adelspalast an der Piazza SS. Apostoli in Rom. Er ist seit 23 Generationen im Besitz der Familie Colonna und ist teilweise der Öffentlichkeit zugänglich. Die Galleria Colonna beherbergt eine bedeutende Kunstsammlung.

## Geschichte

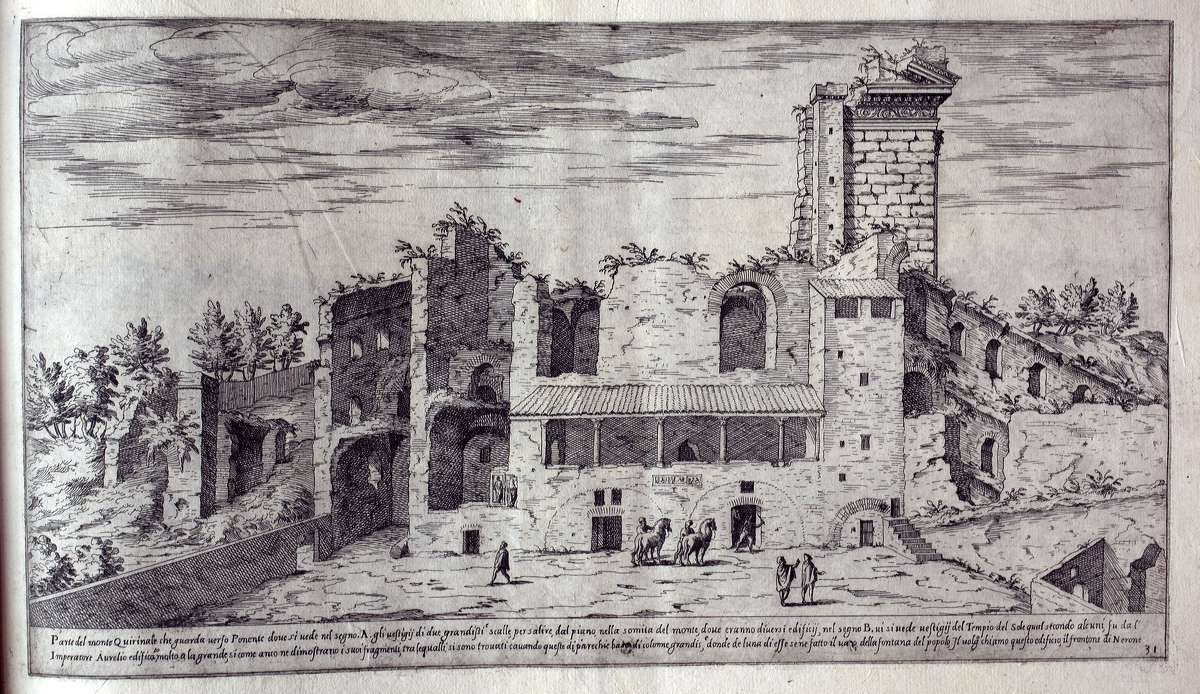
Ruine des mittelalterlichen Palazzo Colonna mit Überrest des Tempels des Serapis (1575)

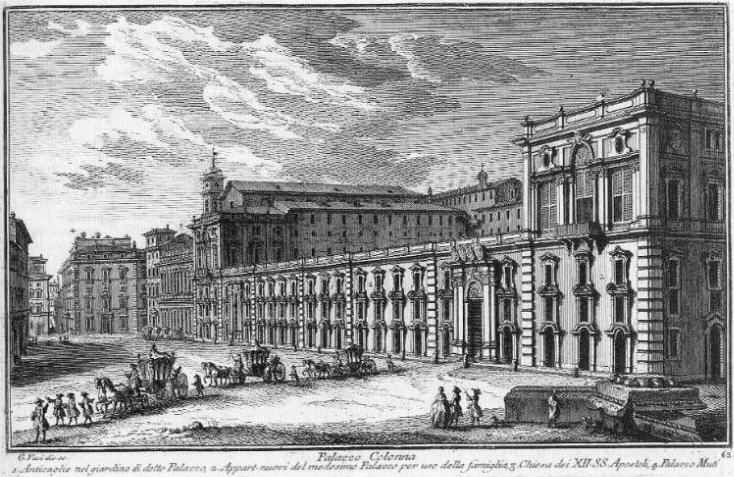
Palazzo Colonna in Rom (1754)

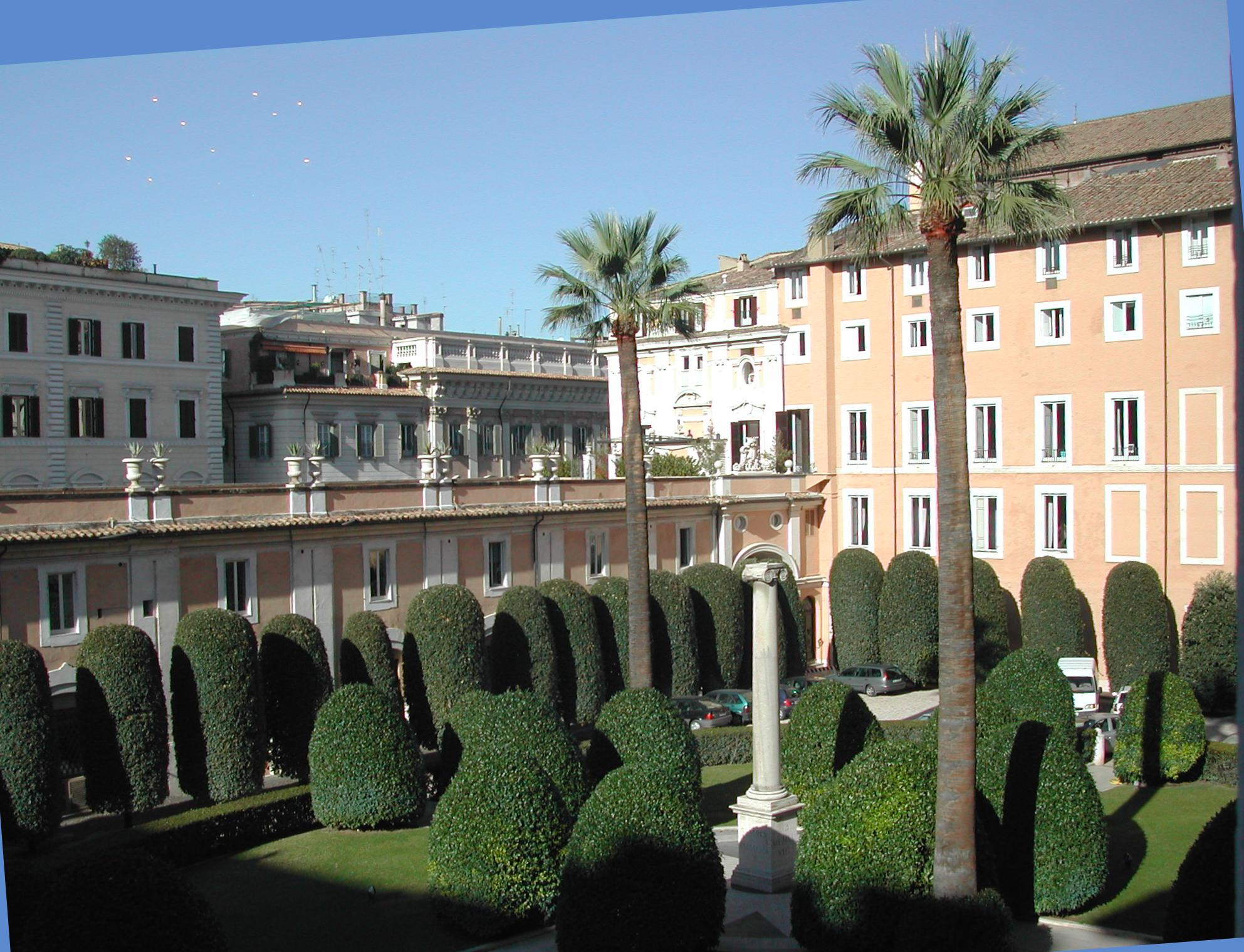
Hof des Palazzo Colonna mit einer antiken Säule (Colonna) als Wappensymbol

In den heutigen Gärten des Palastes befand sich im antiken Rom der Tempel des Serapis (Quirinal). Aus seinen Ruinen errichteten sich vor dem Jahr 1000 die Grafen von Tusculum eine Festung. Dazu gehörte ein Stadtteil mit zahlreichen Wohnhäusern, der vom Quirinal bis zur Piazza Montecitorio reichte, samt der im vierten Jahrhundert begründeten Kirche Santi XII Apostoli. Die von den Tuskulanern abstammenden Fürsten Colonna erbten das Gelände und errichteten sich anstelle der Festung um 1300 eine neue Burg und später einen Palast, der sich über ein Gebiet von etwa drei Hektar erstreckt und damit der größte Adelspalast Roms ist. Als der Volkstribun Cola di Rienzo, vor dem die Colonna aus Rom geflohen waren, 1354 ermordet war, wurde sein Leichnam vor dem Palazzo zwei Tage lang aufgehängt.
1417 endete mit der Papstwahl Oddo di Colonnas das Abendländische Schisma und die Päpste kehrten endgültig aus Avignon zurück. Als Martin V. regierte er bis 1431 und in dieser Zeit begannen die Arbeiten am alten Palazzo Colonna, den dann sein Bruder bewohnte. In den Palästen der römischen Papstfamilien gehörte stets ein Thronsaal zur repräsentativen Ausstattung, so hängt auch hier in einem barocken Saal unter dem Baldachin ein Porträt Martins V., wobei der Thron dem Gemälde zugewandt ist.
Unter den Kardinälen Bessarion, Pietro Riario und Giuliano della Rovere, dem späteren Papst Julius II., waren Teile des Gebäudekomplexes der Familie Colonna entzogen worden und als Residenz des jeweiligen Titelkardinals von SS. Apostoli genutzt. In dieser Zeit, von etwa 1445 bis 1490, erfolgten bedeutende Erweiterungs- und Ausstattungsarbeiten, unter anderem die Fresken im Brunnensaal von Pinturicchio. Insgesamt blieb das Projekt des Kardinalspalastes jedoch unvollendet, da Giuliano della Rovere während des Pontifikats des feindlich gesinnten Papstes Alexander VI. (1492–1503) Rom verließ und nach seiner eigenen Wahl zum Papst Julius II. im Jahr 1503 kein Interesse mehr an dem Palast hatte, während nachfolgende Titelkardinäle sich auf Wohnräume im nördlich der Kirche anschließenden Franziskanerkonvent beschränkten. Im Lauf des 16. Jahrhunderts erhielt die Familie Colonna sämtliche Bestandteile des Komplexes südlich der Kirche zurück.
Das eher burgartige Gebäude des 15. Jahrhunderts erhielt erst mit den neuen Flügeln entlang der Piazza dei SS. Apostoli und der Via della Pilotta im 17. Jahrhundert sein heutiges Aussehen. Unter Girolamo Colonna I. begannen 1650 die Arbeiten an der Galleria Colonna, um für die wachsende Kunstsammlung der Familie einen passenden Rahmen zu schaffen. Ab 1666 setzte sein Neffe Lorenzo Onofrio dieses Projekt fort. Zunächst erhielt der Architekt Antonio Del Grande den Auftrag für diese Arbeiten, bevor er ab 1693 von Girolamo Fontana abgelöst wurde, der die Arbeiten an der Galerie im Jahr 1703 vollendete.

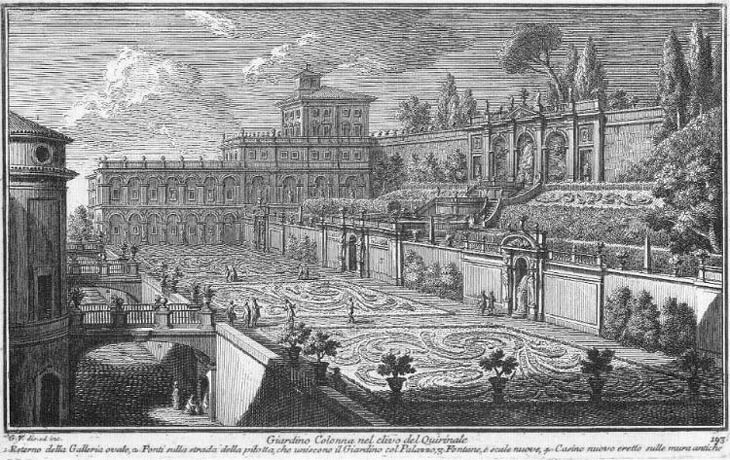
Garten (1761)
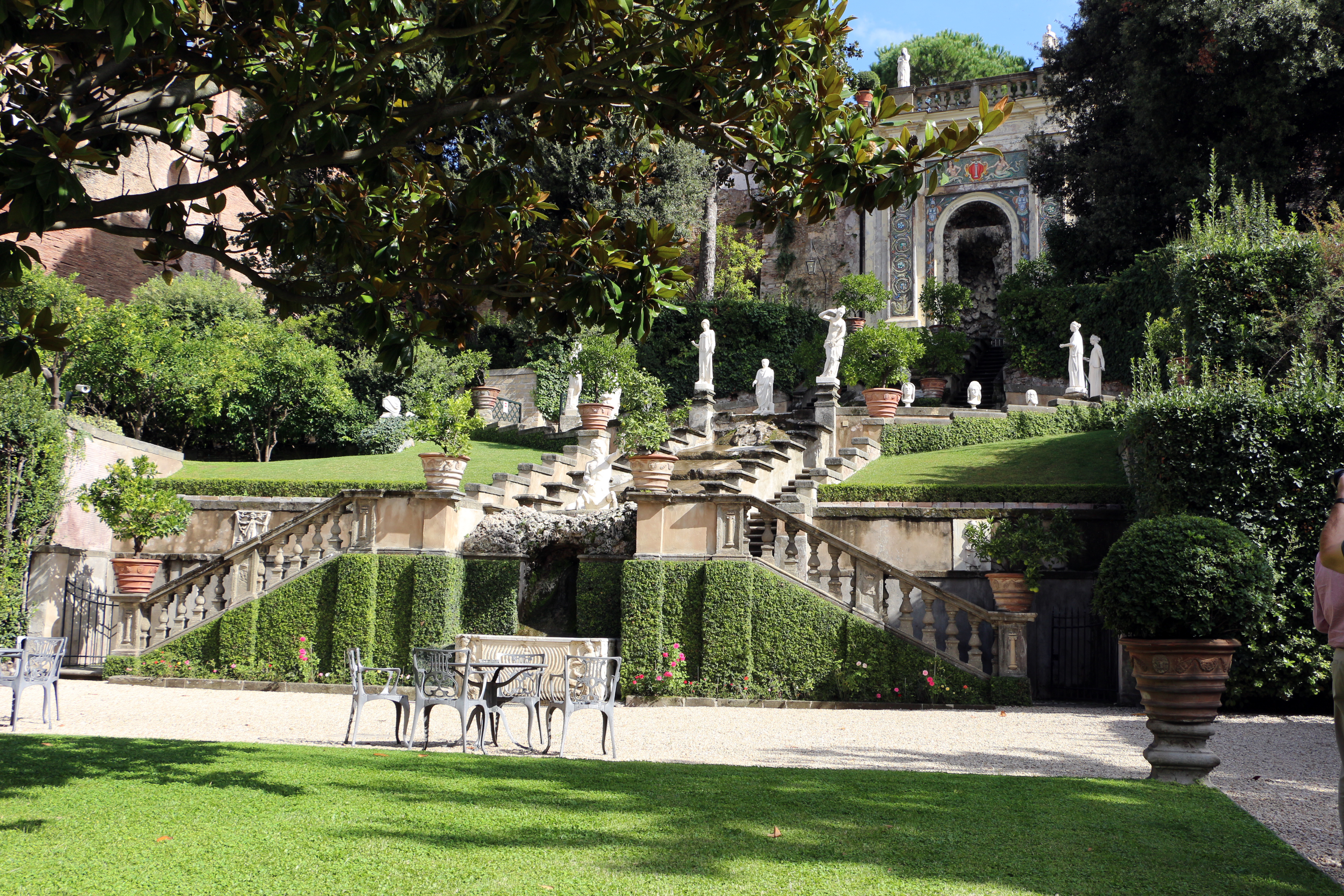
Garten (2016)
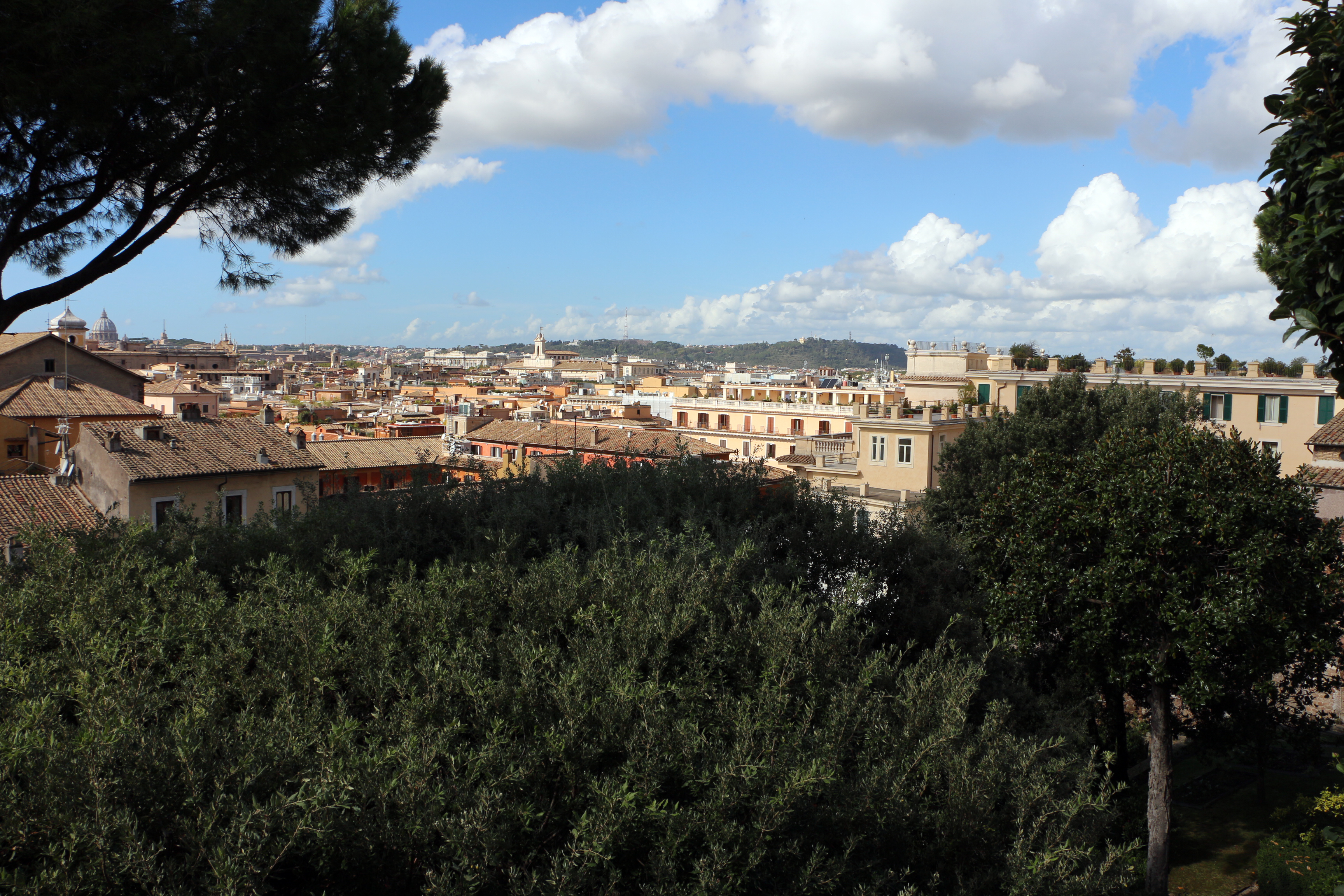
Blick über den Garten
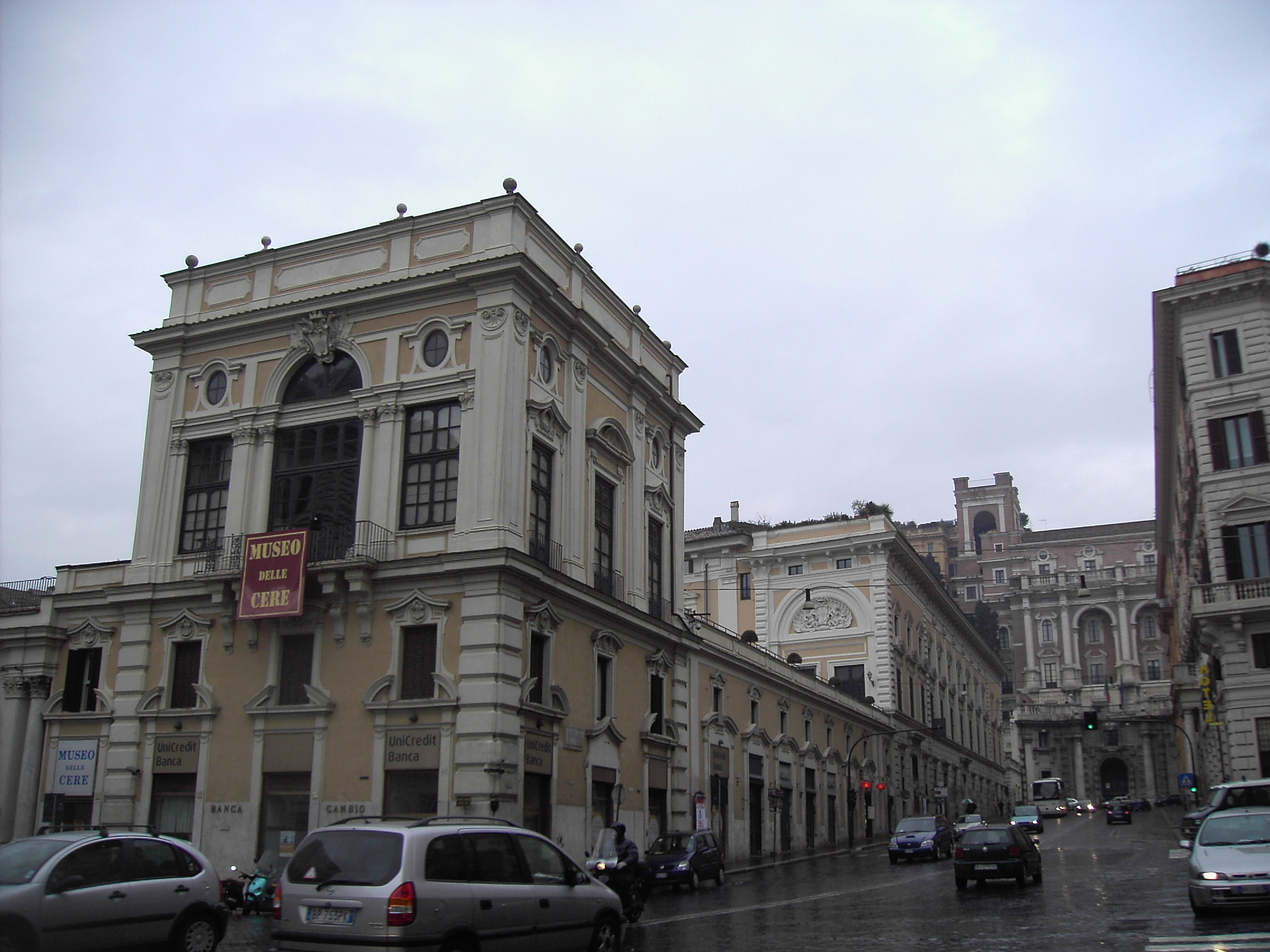
Eckturm

## Galleria Colonna

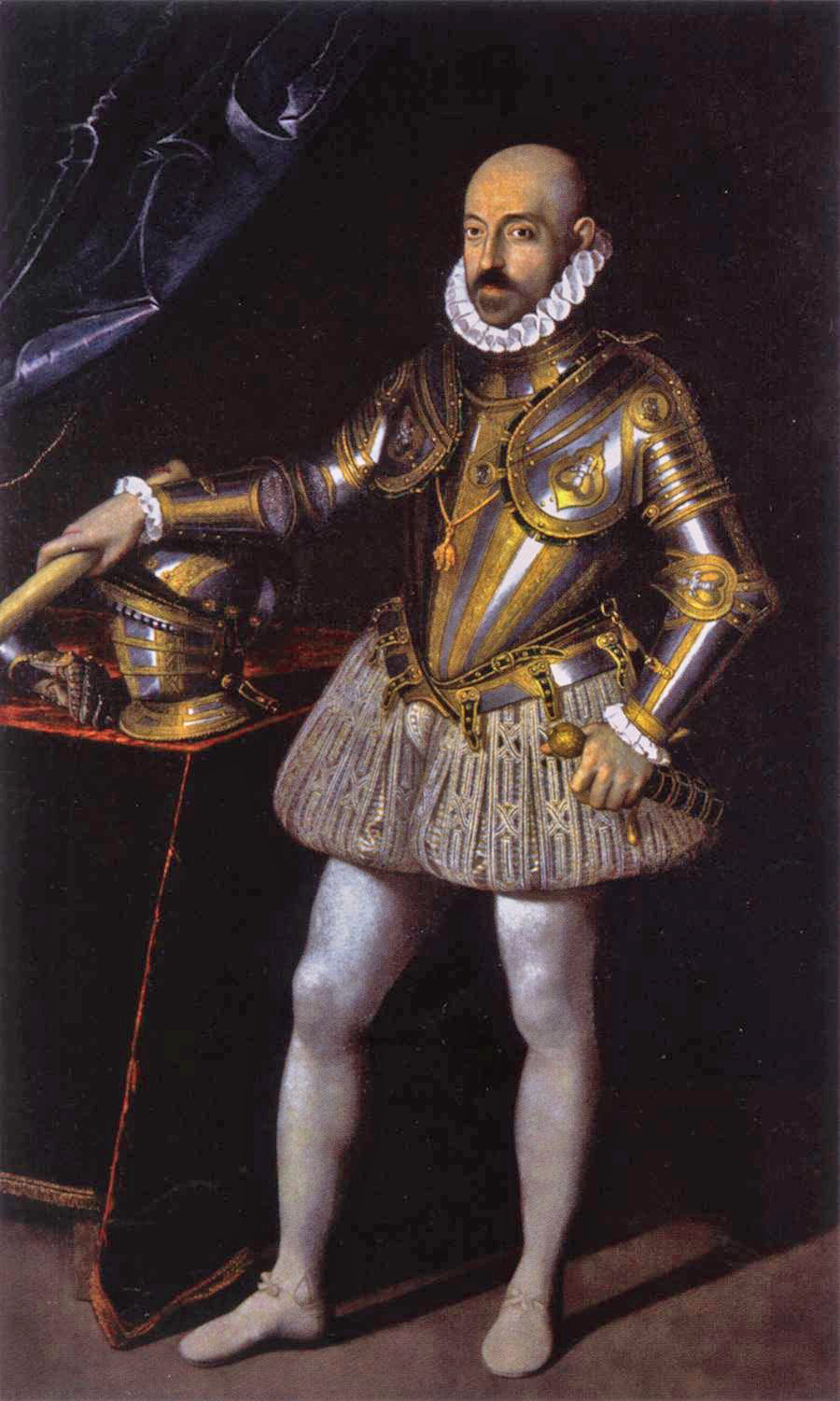
Marcantonio Colonna (1535–1584)

Die Galleria Colonna gehört – neben dem Palazzo Doria-Pamphilj – zu den bedeutendsten privaten Kunstsammlungen in Rom. Die erst nach der Renaissancezeit entstandene Sammlung stellt ein barockes Gesamtkunstwerk aus Gemälden, Skulpturen, Möbeln, Spiegeln und Raumdekorationen dar. Das Deckengemälde im eigentlichen Galerieraum ist Marcantonio Colonna als Sieger der Schlacht von Lepanto 1571 gewidmet. Giovanni Coli und Filippo Gherardi haben in diesem Raum das Thema zwischen 1675 und 1678 in einem Deckenfresko dargestellt. Im Saal der Landschaften schuf zwanzig Jahre später zum gleichen Thema Sebastiano Ricci ein Deckengemälde und im Jahr 1700 entstand im Schlachtensaal das Fresko mit der Apotheose des Marcantonio Colonna.
Die Sammlung umfasst Meisterwerke vom 15. bis 18. Jahrhundert. Zu den im Palazzo Colonna vertretenden Künstlern gehören Lorenzo Monaco, Agnolo Bronzino, Domenico Ghirlandaio, Paolo Veronese, Palma il Vecchio, Jacopo und Domenico Tintoretto, Pietro da Cortona, Annibale Carracci, Francesco Albani, Guercino, Guido Reni, Carlo Maratta, Gaspard Poussin, und Pompeo Batoni.
Goethe besichtigte die Galerie 1787 in Begleitung des Malers Jakob Philipp Hackert und berichtet darüber in seinem Buch Italienische Reise.

## Appartamento Principessa Isabelle
Diese Räume wurden bis Ende der 1980er Jahre von der Prinzessin Isabelle Sursock Colonna bewohnt und stehen seitdem ebenfalls dem Publikum zur Besichtigung offen. Hier sind vorwiegend niederländische Maler zu sehen. Neben kleineren auf Kupfer gearbeiteten Bildern von Jan Brueghel dem Älteren gibt es einige Arbeiten von Gaspar van Wittel und Gaspard Poussin.

## Räume

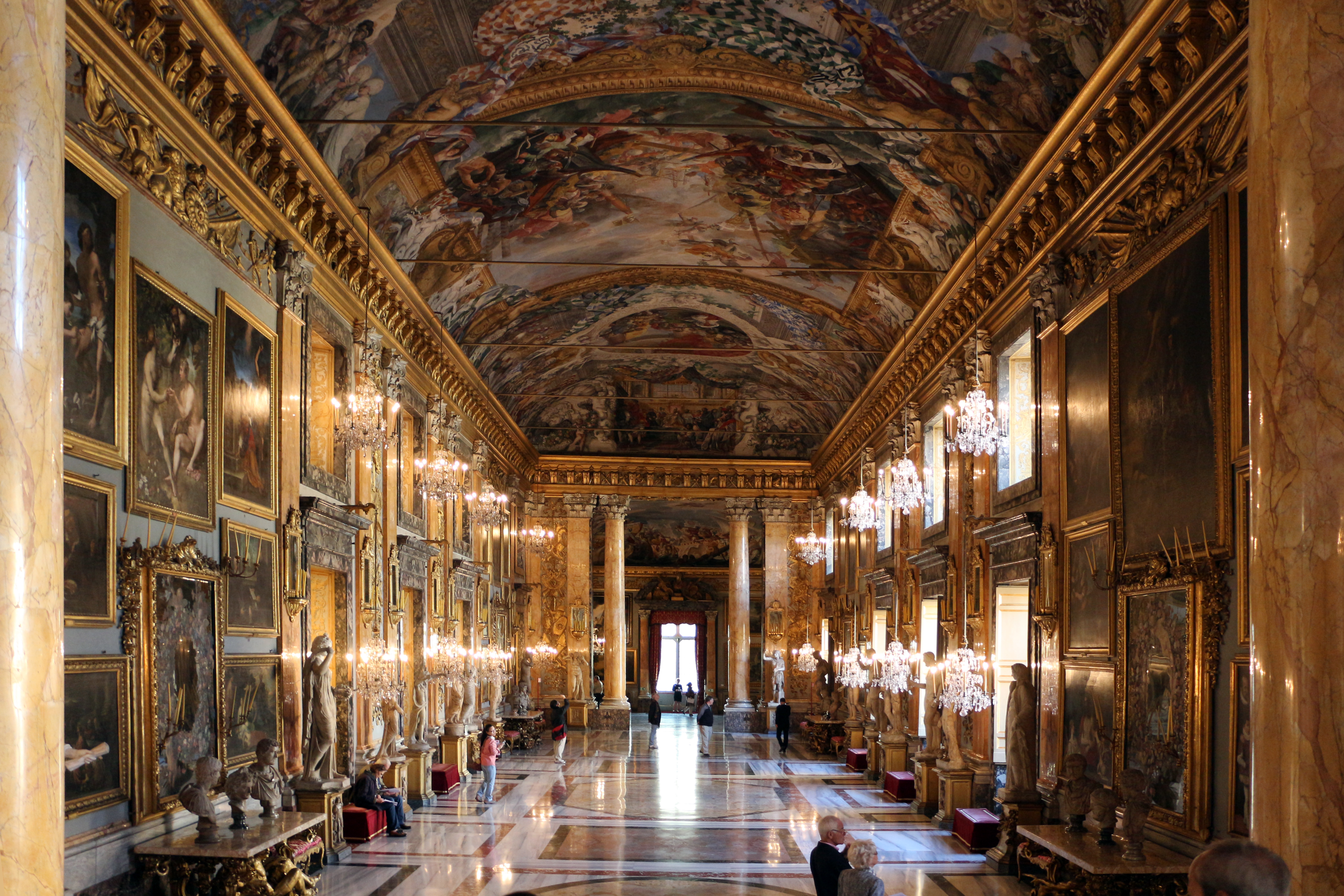
Galleria Colonna
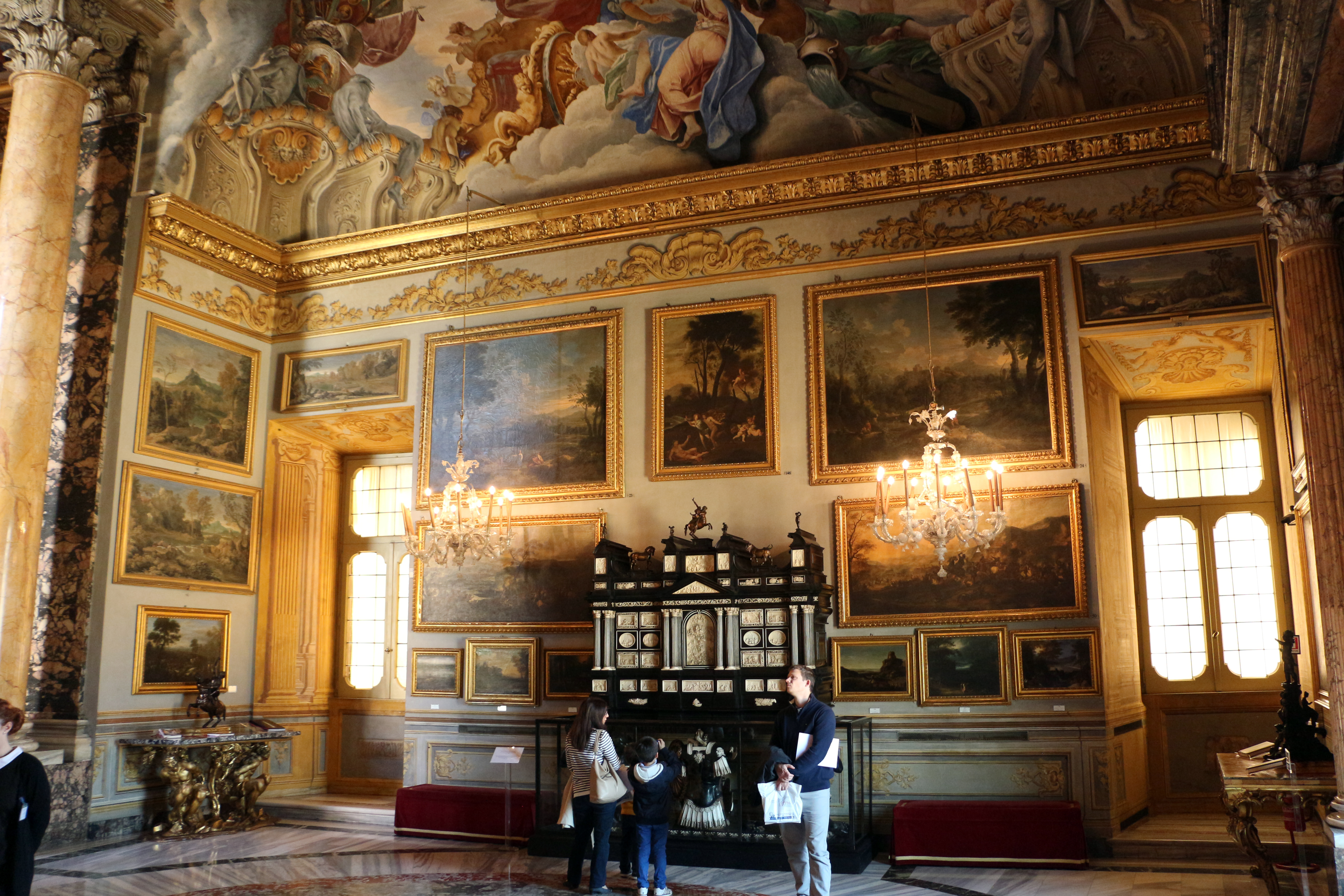
Saal der Landschaften
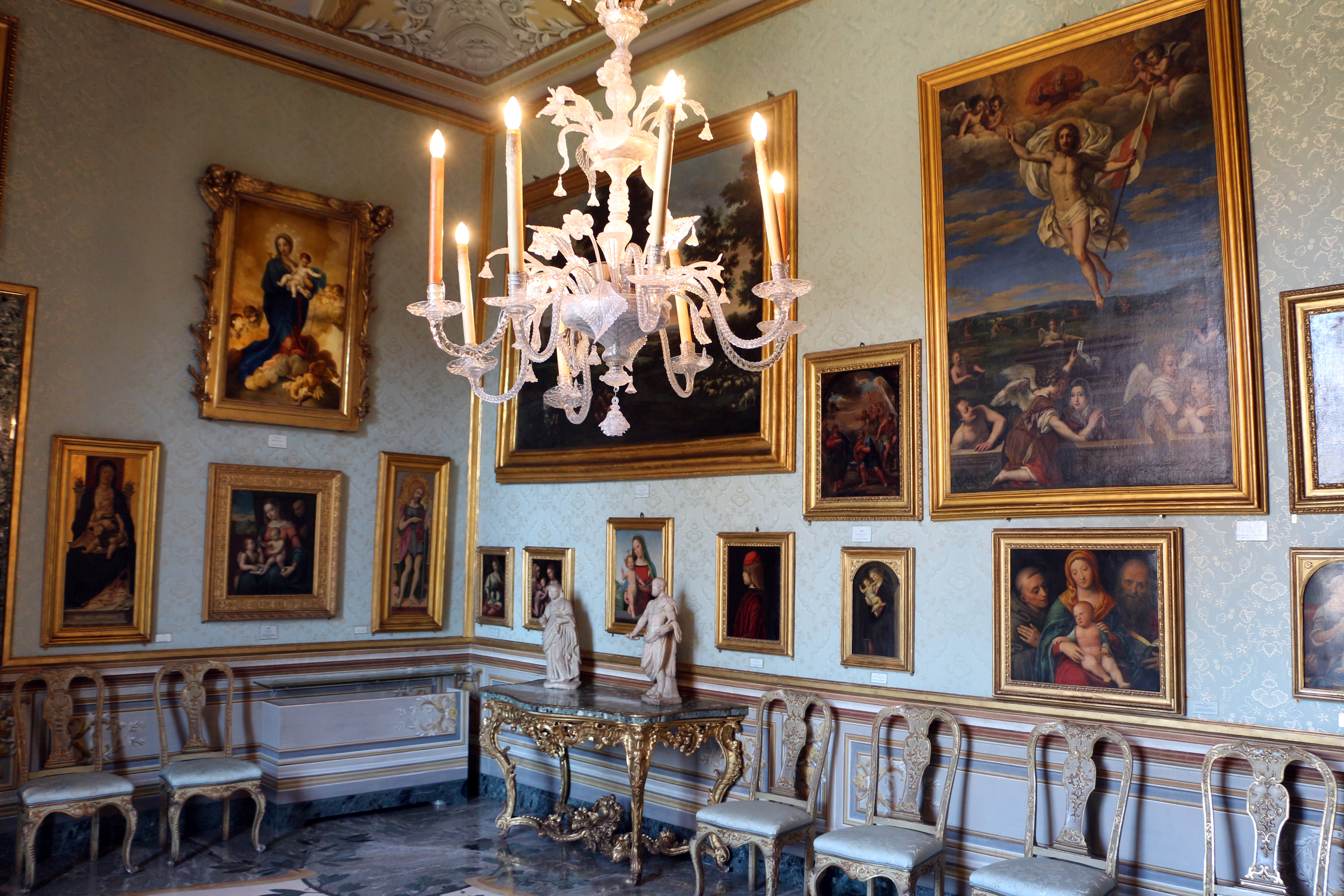
Saal der Primitiven
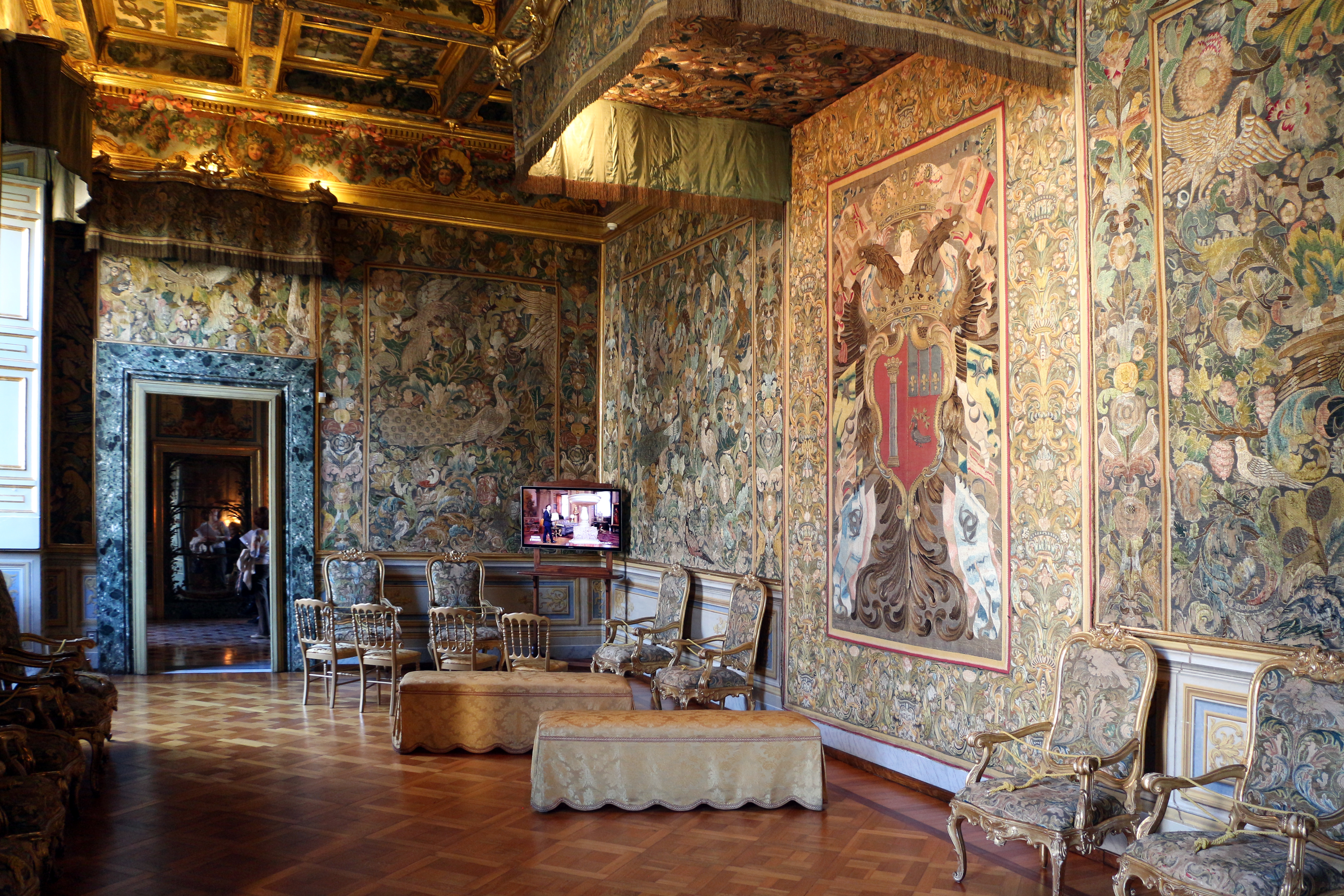
Saal der Stickereien im indischen Stil
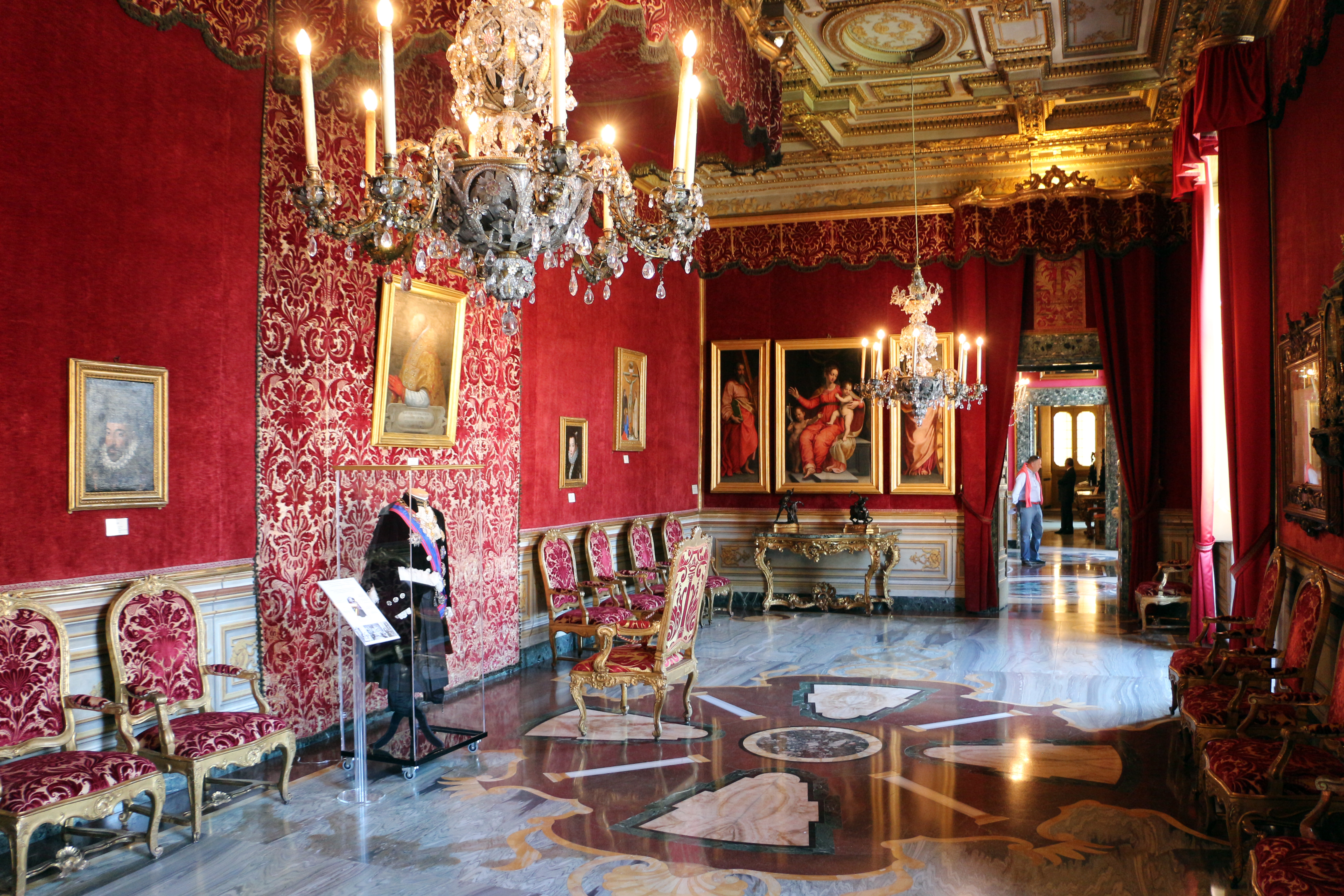
Saal des Papstthrons
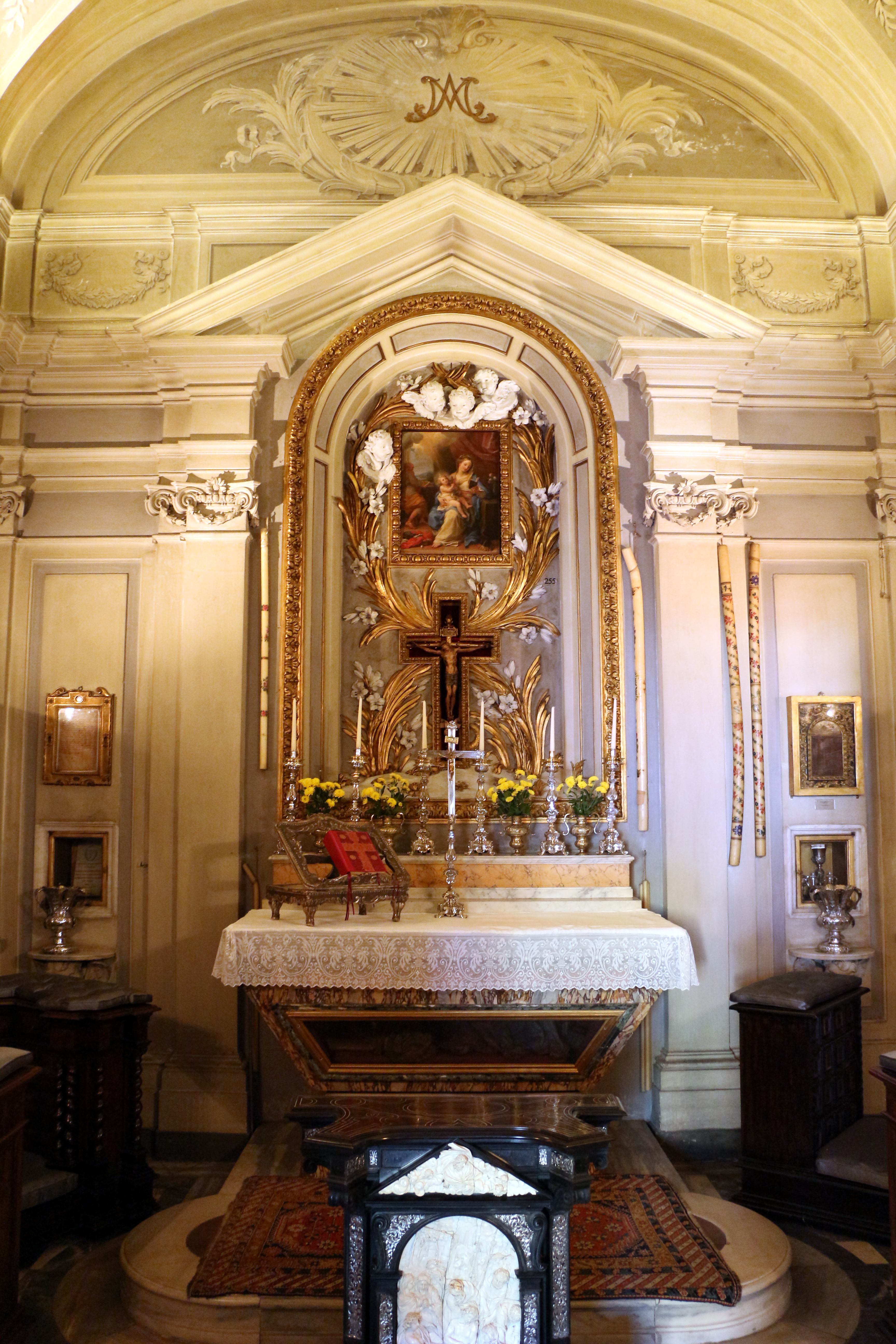
Hauskapelle
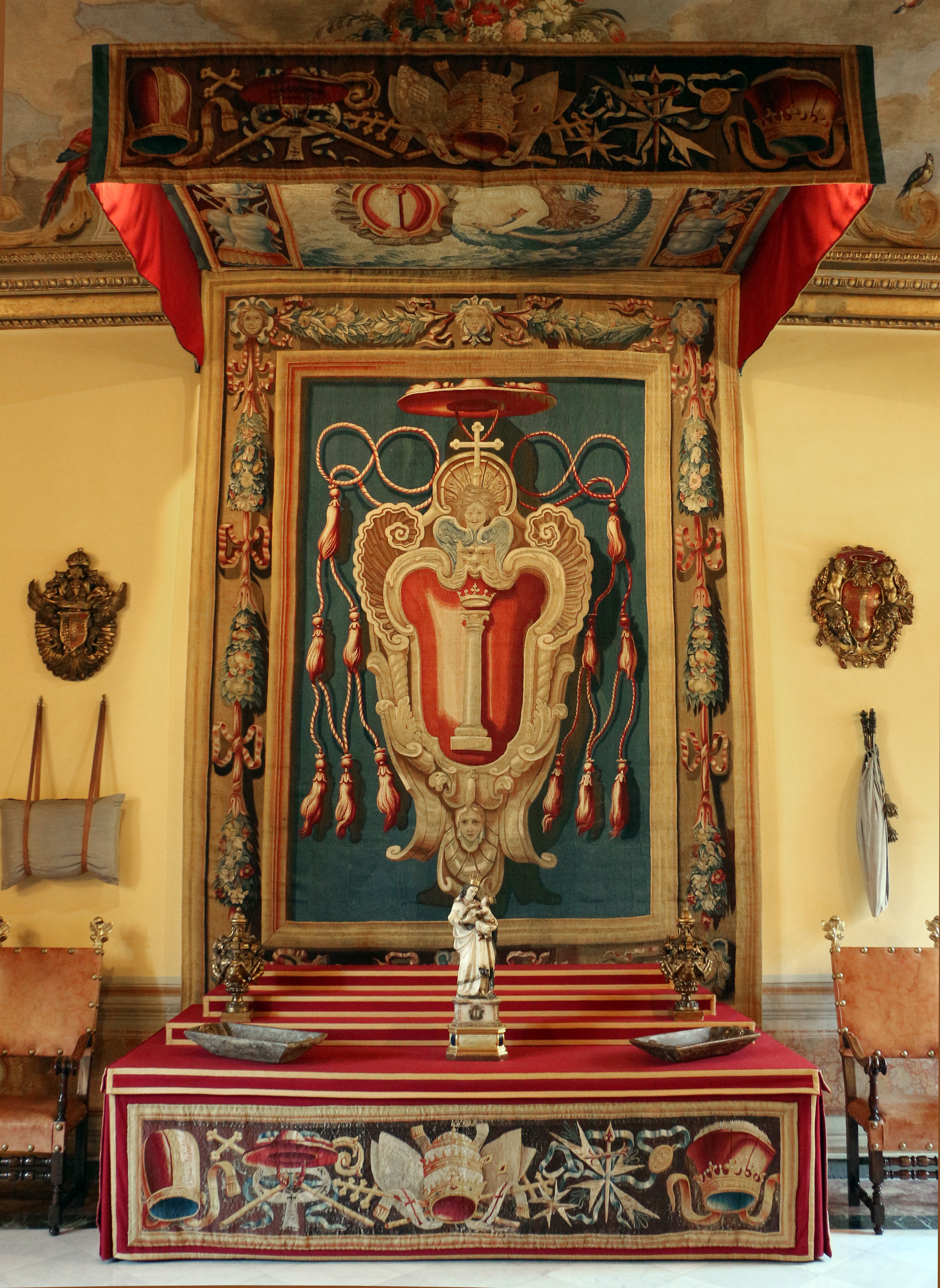
Hutablage für Kardinalshüte
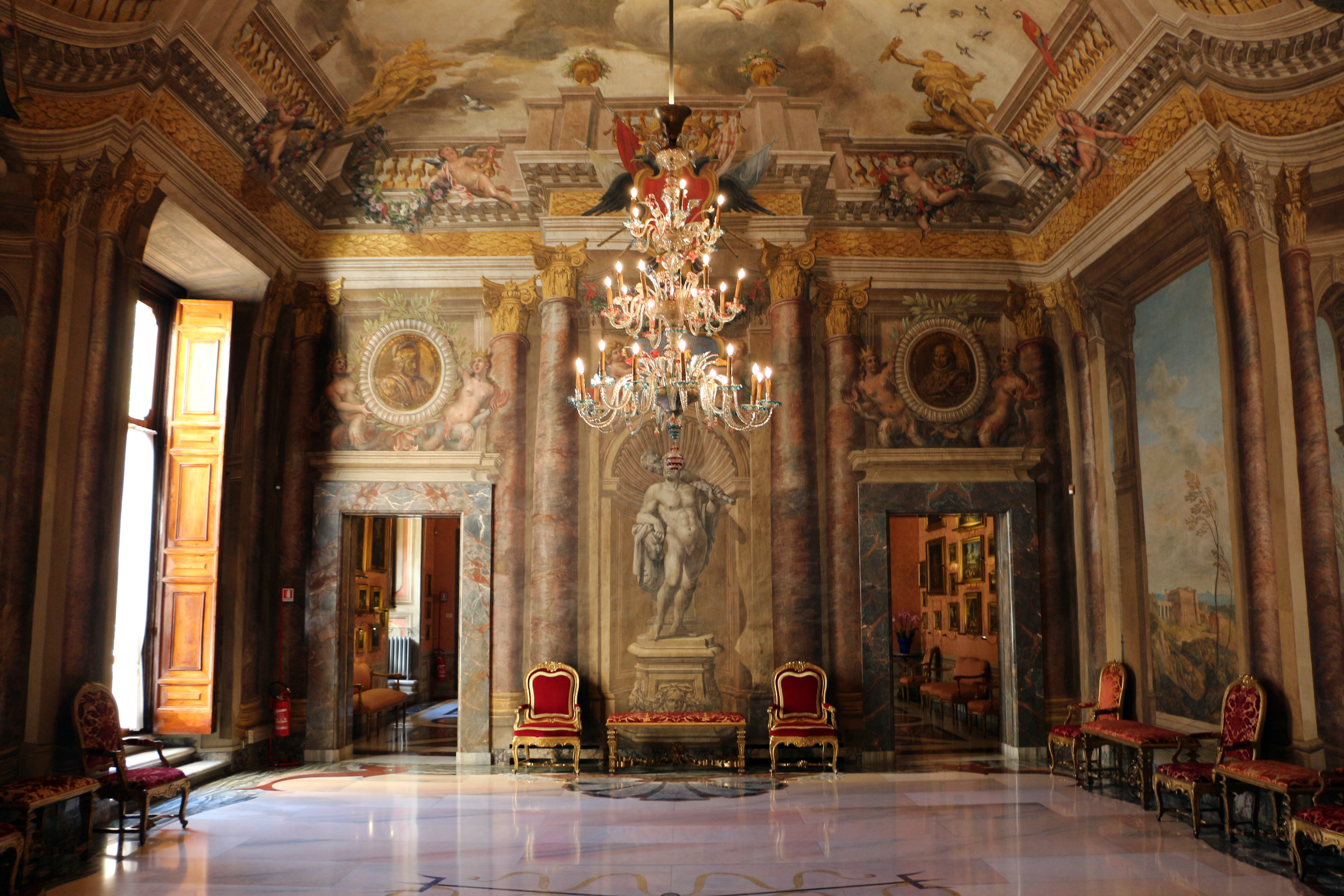
Saal mit Fresken

## Gemälde (Auswahl)

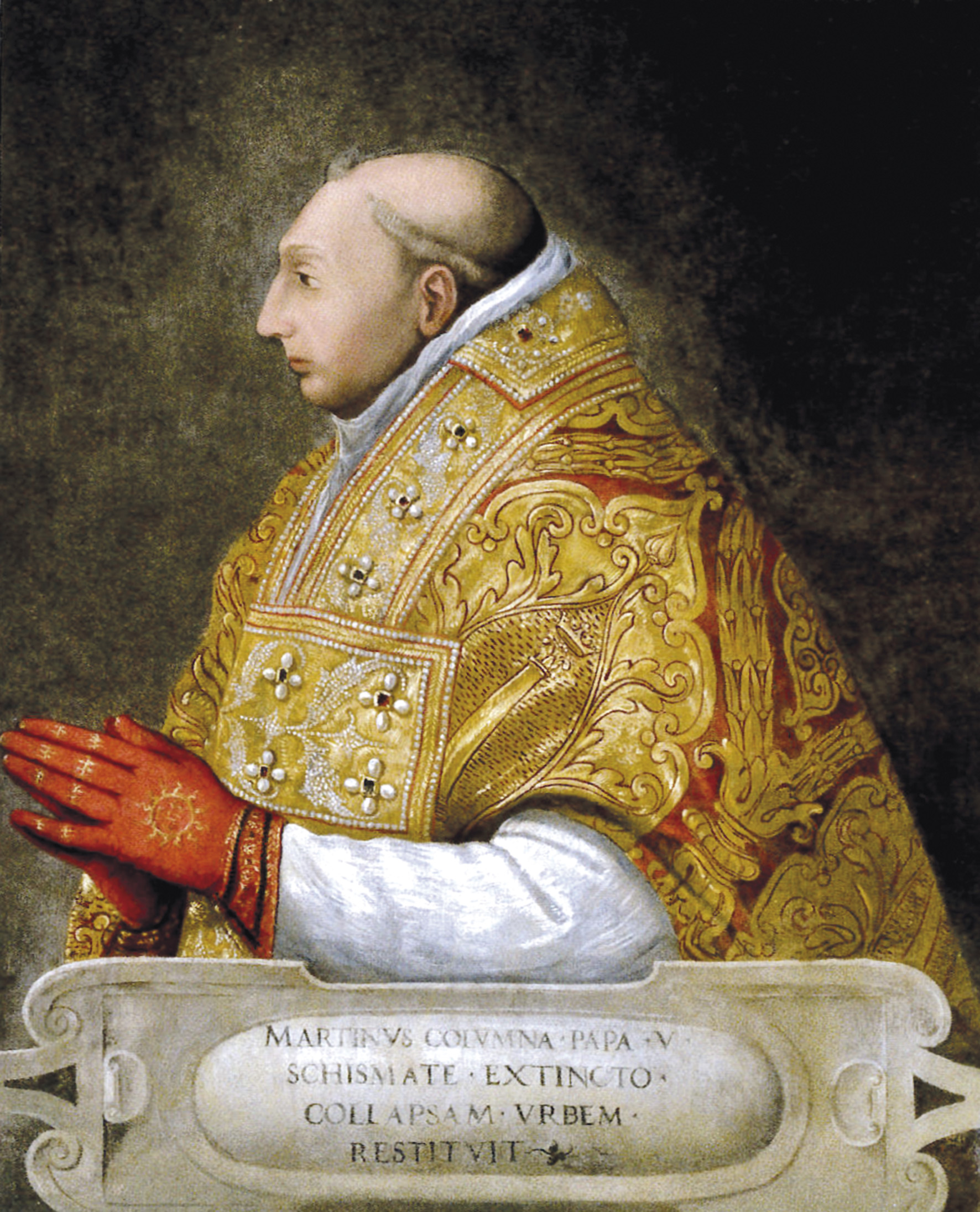
Porträt des Papstes Martin V. (Oddo Colonna, 1368–1431) im Thronsaal
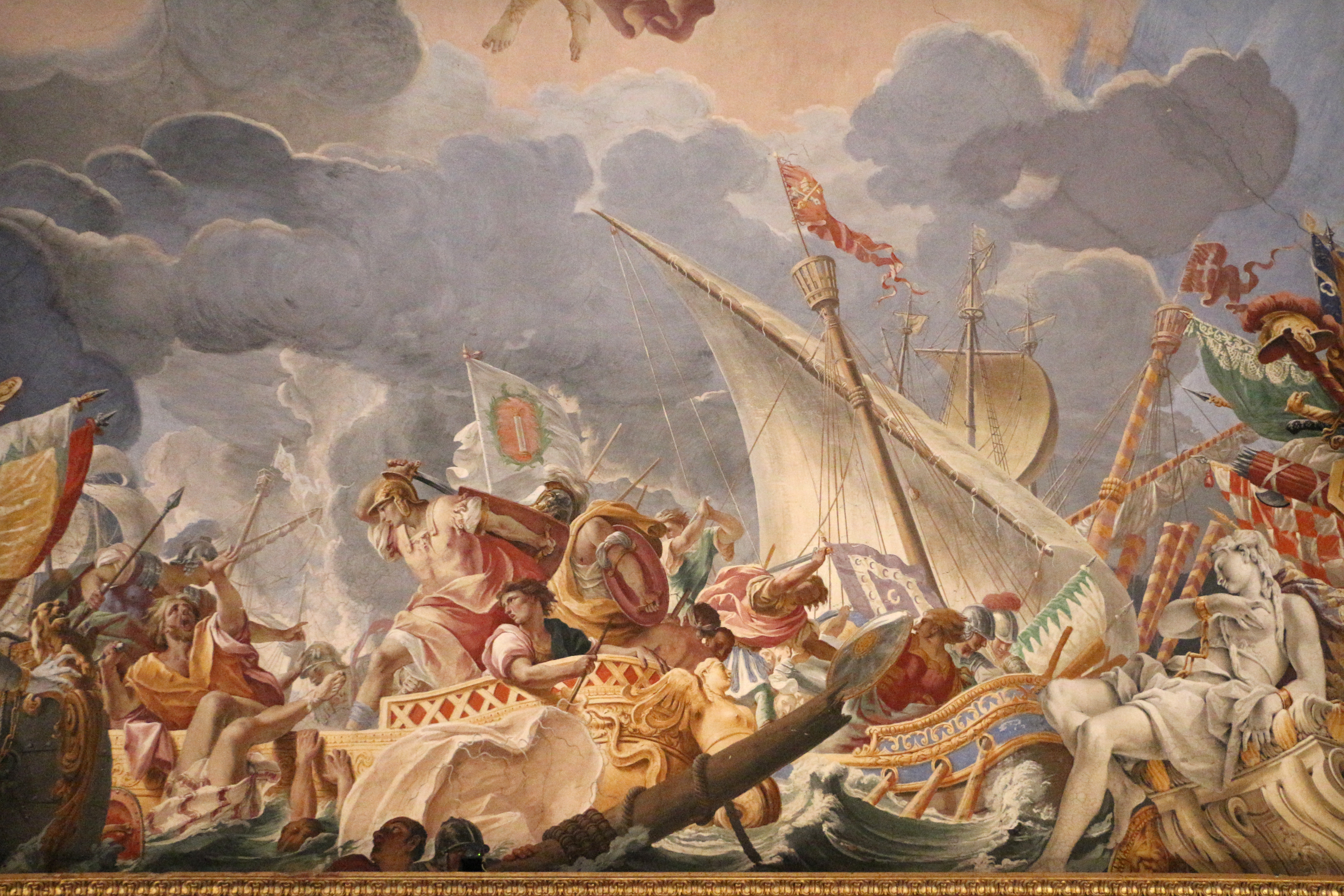
Sebastiano Ricci: Allegorie auf die Seeschlacht von Lepanto
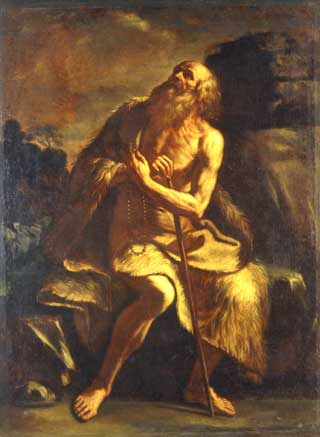
Guercino: Der heilige Paulus
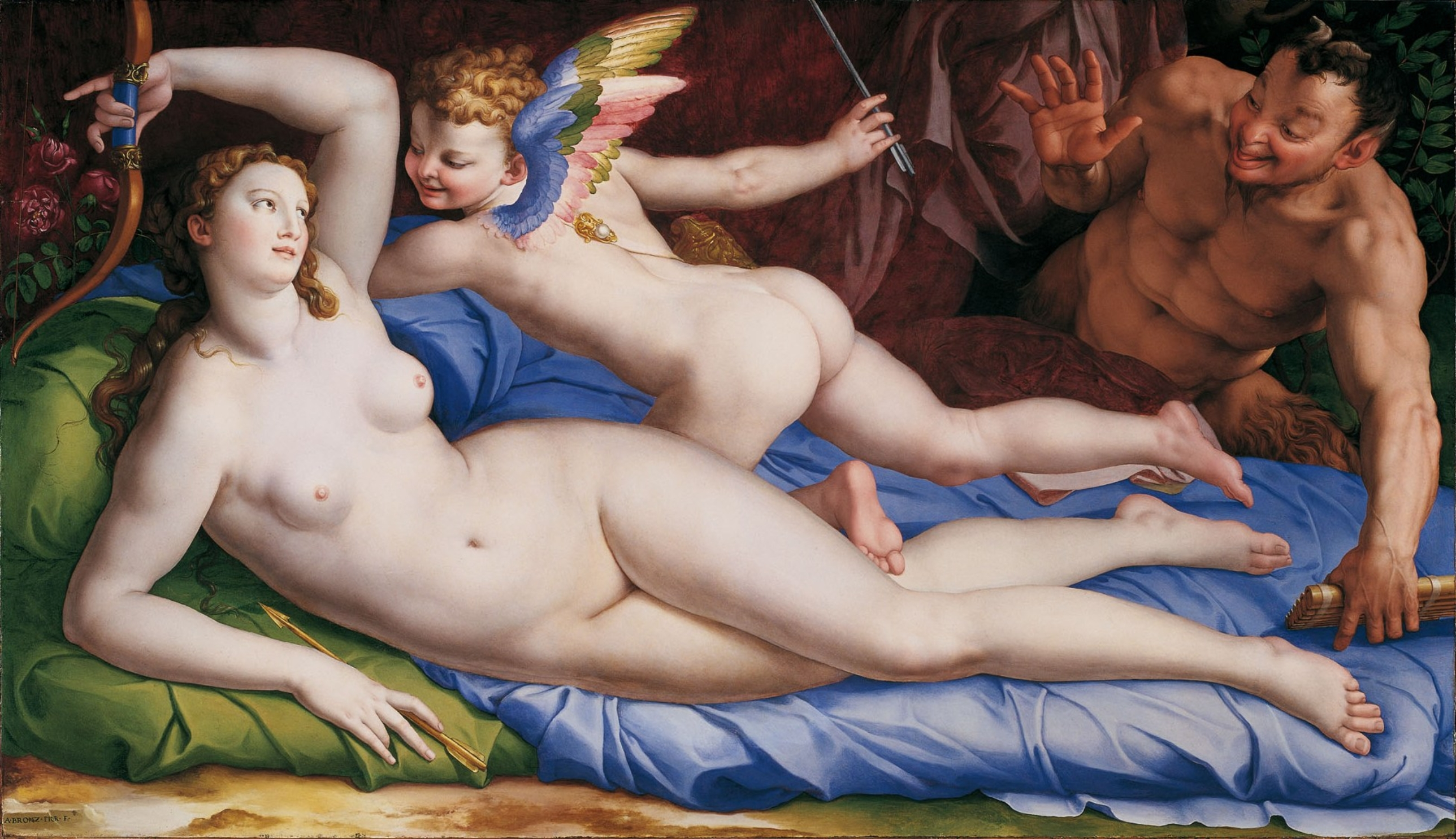
Bronzino: Venus, Cupido und Satyr
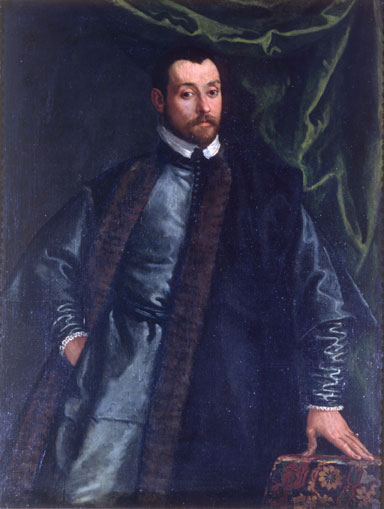
Paolo Veronese: Porträt eines Edelmannes
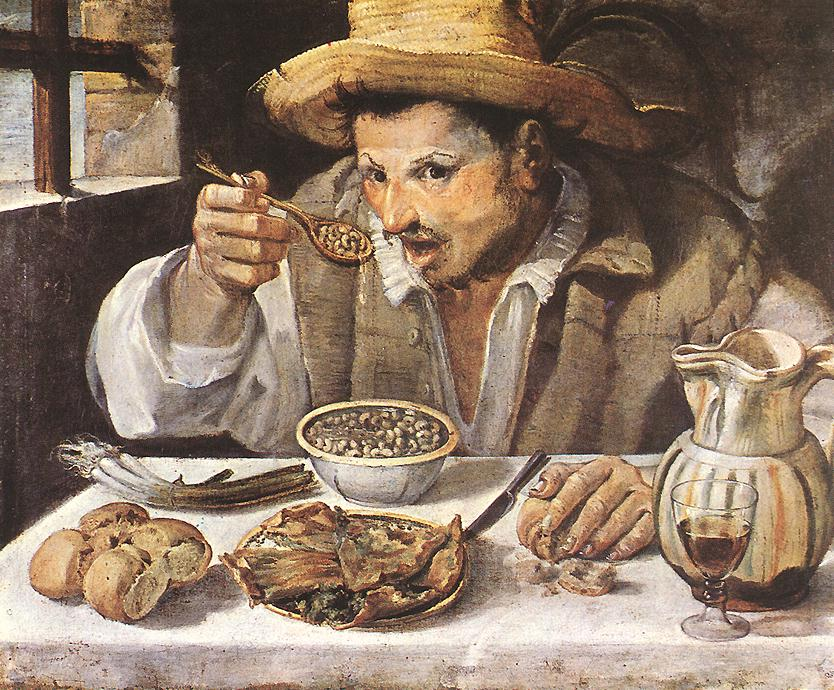
Annibale Carracci: Der Bohnenesser